# Telmatobius culeus

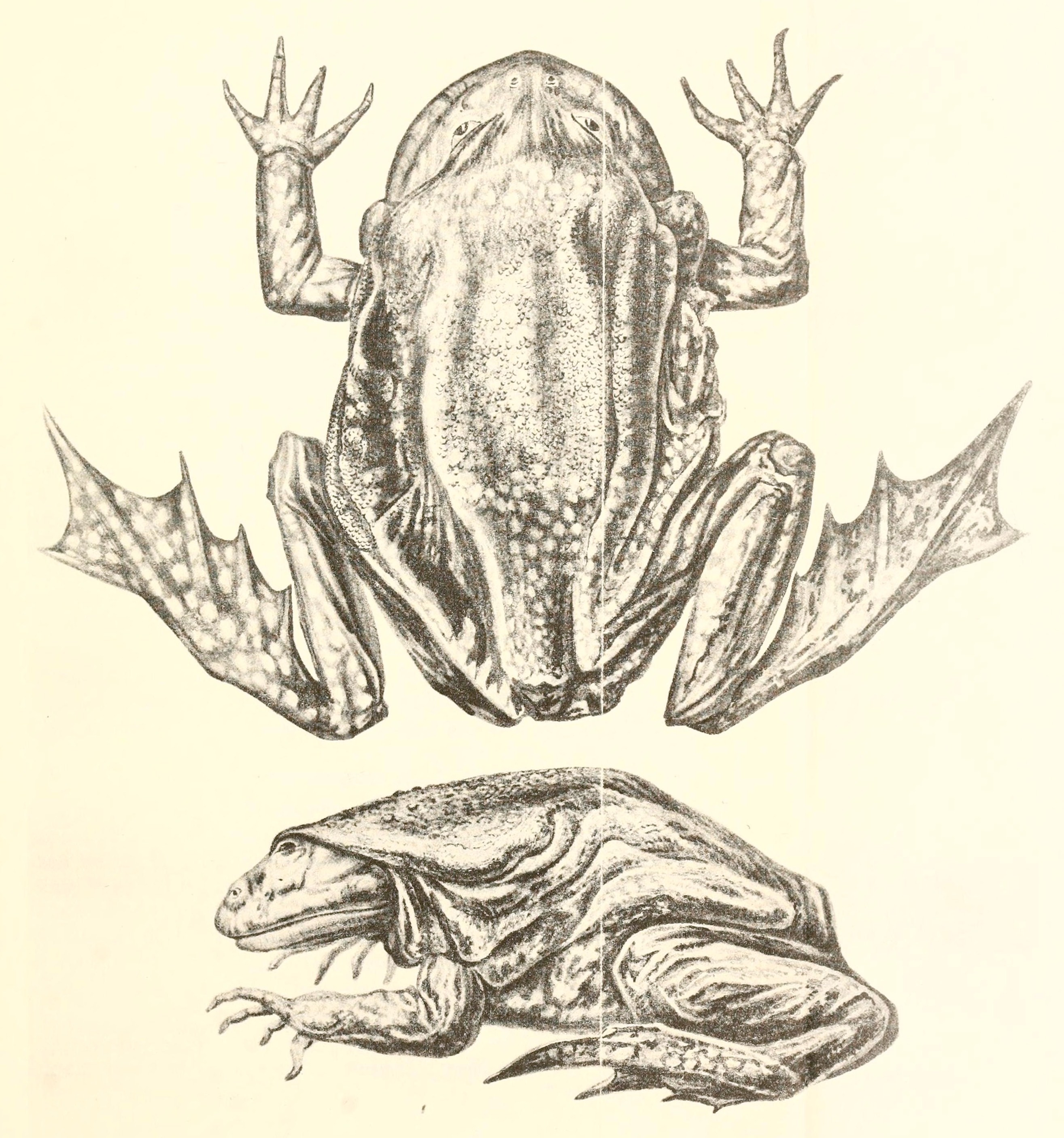
Illustrazione di Samuel Garman(1876) che mostra la forma tipica della specie

La Rana del Titicaca (Telmatobius culeus, Garman, 1876), nota anche come "rana scroto", è un anfibio appartenente alla famiglia dei Telmatobiidae.

## Morfologia e anatomia
La rana del Titicaca è un grande anfibio completamente acquatico. Ha una grande testa piatta con il muso rotondo; il disco dorsale è spesso e presenta una cavità buccale molto vascolarizzata.
Ha prominenti pieghe cutanee sul dorso, sulle parti laterali del corpo e sulle zampe posteriori; grazie ad esse è in grado di respirare attraverso la pelle senza la necessità di emergere.

Adattamenti per la vita acquatica ad alta quota sono:
- Il conteggio dei globuli rossi, tra i più alti per un anuro.
- Uno dei più piccoli volumi dei globuli rossi, tra gli anuri.
- Una capacità di ossigeno nel sangue e un contenuto di emoglobina nel sangue relativamente elevati.[2]

### Dimensioni
Il Telmatobius culeus è la più grande rana acquatica del mondo. Alcuni esemplari raggiungono la lunghezza di 50 centimetri:  da qui il nome di "rana gigante".

Le dimensioni possono variare in base al sito:
- Nelle acque intorno a Isla de la Luna misurano circa 7,60 per 6,30 centimetri, esclusi gli arti.
- Nei pressi di Isla de Campanario le dimensioni arrivano ai 30 centimetri di lunghezza, compresi gli arti.

Arturo Muñoz ipotizza che le dimensioni minori nelle aree più scarsamente popolate siano dovute alla presenza di esemplari più giovani che stanno ricolonizzando l'habitat.

### Respirazione
La rana del Titicaca respira principalmente attraverso le pieghe della pelle, ampiamente vascolarizzate, che servono essenzialmente da branchie; se l'acqua è ben ossigenata, questa specie non necessita di emergere.
In condizioni ipossiche, il Telmatobius culeus appare disteso sul fondale con gli arti stesi per rendere massima la sua esposizione all'acqua, facendo movimenti ascendenti e discendenti ogni circa 6 secondi per spostare le pieghe cutanee e assorbire la massima quantità di ossigeno.
I polmoni sono notevolmente ridotti e scarsamente vascolarizzati.

## Habitat

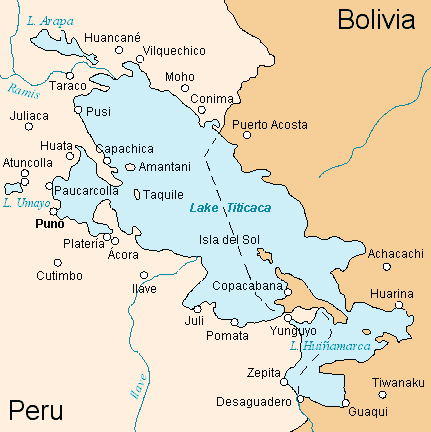

L'habitat del Telmatobius culeus è distribuito in una regione tra Bolivia e Perù, all'interno del lago Titicaca, nei fiumi che vi sfociano e in stagni a circa 70 km di distanza nei pressi del lago Saracocha. Un singolo esemplare è stato segnalato nelle sorgenti calde vicino al Rio Yura, 200 km a est del lago Titicaca. 
Il Titicaca è il lago più grande del Sud America; è situato a 3.812 metri di altezza e profondo 281 metri. La temperatura media è di 10 °C e l'acqua è satura di ossigeno a causa dei forti venti.
La rana del Titicaca ha la capacità di eliminare alcuni parassiti sottomarini che possono insidiarsi nel suo habitat.

## Biologia

### Comportamento
La rana del Titicaca è completamente acquatica. Predilige il fondo del lago ma si può trovare anche su sporgenze rocciose sommerse vicine alla superficie e in tutta la colonna d'acqua.

Sotto stress secerne una secrezione bianca, appiccicosa e lattiginosa di cui le pieghe della pelle si riempiono. Sul lato peruviano del lago questa sostanza è consumata come afrodisiaco.

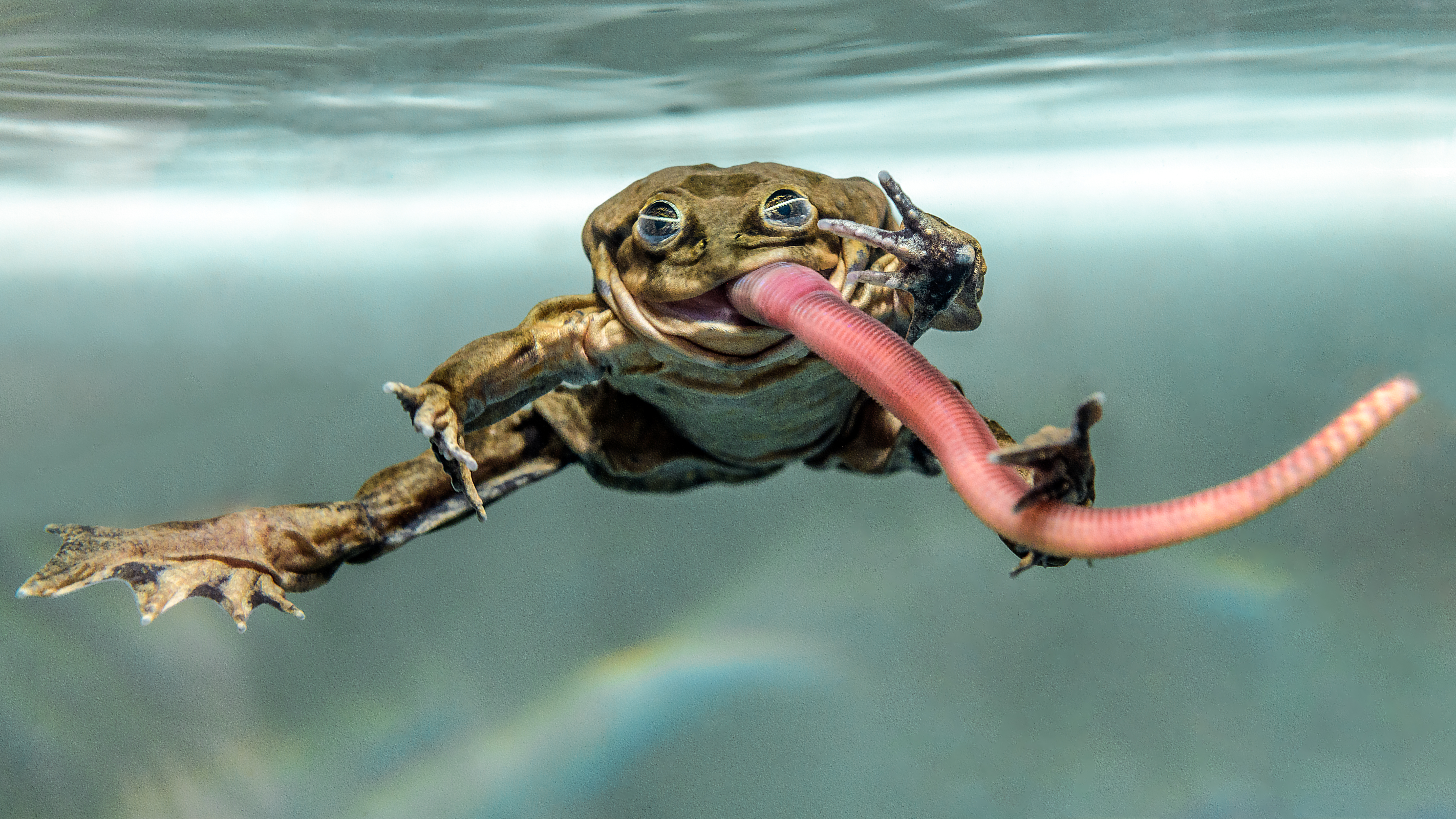
Telmatobius culeus che si ciba di un lombrico

### Alimentazione
La rana del Titicaca ha un tasso metabolico tra i più bassi riportati tra gli anfibi in condizioni non ipossiche (circa 14 microliti/grammo/ora).
La sua dieta comprende: 
- Lumache
- Girini
- Insetti acquatici
- Anfipodi
- Piccoli pesci.[2]

### Riproduzione
La deposizione delle uova e l'allevamento si svolgono in acque poco profonde vicino al litorale; depone circa 500 uova.

## Rischio di estinzione e minacce
A seguito di un calo di esemplari dell'80% rispetto al 1990, nel 2004 la rana del Titicaca è stata aggiunta alla Lista Rossa IUCN che la classifica come "in pericolo di estinzione"; in seguito è stata inclusa anche nell'Appendice I della CITES in modo da limitarne la raccolta e il commercio illegali.

### Inquinamento
Molti decessi possono essere attribuiti a sostanze inquinanti. La contaminazione delle acque deriva dall'eutrofizzazione delle alghe, prodotta con il rilascio artificiale di sostanze nutritive come azoto e fosforo nelle acque degli affluenti del lago. Ciò costringe la rana del Titicaca a sopravvivere in un habitat in cui la contaminazione ambientale produce concentrazioni di ammonio, nitrati, fosfati, nitriti e residui solidi sospesi che possono impedirne la riproduzione.
Nel 2004 Perù e Bolivia hanno impegnato 500 milioni di dollari per ripulire il lago Titicaca, ma anche negli anni successivi si sono verificate serie di morti di massa. Le due più gravi si sono prodotte:
- Nell'aprile 2015 in Bolivia
- Nell'ottobre 2016 in Perù (nell'occasione sono stati trovati 10.000 esemplari morti)

Episodi simili, anche se più ridotti, si erano verificati anche nel 2009, 2011 e 2013.
La morte di massa in Bolivia del 2015 è stata prodotta da un deflusso carico di nutrienti, che ha causato la proliferazione di alghe che sottraggono ossigeno, idrogeno e zolfo e producono un gas neurotossico che ha ucciso parte della fauna lacustre.

### Relazione con l'uomo
Alcune popolazioni boliviane e peruviane attribuiscono proprietà curative alla rana del Titicaca e per questo, benché non sia commestibile, la consumano.
Alcuni ristoranti turistici sulla costa boliviana offrono piatti a base di cosce di rana.
La pesca consiste in un altro pericolo per questa specie poiché può essere catturata per errore. Inoltre, la volontà di incrementare la pesca ha prodotto il rilascio di specie non native nell'habitat. Negli anni quaranta del Novecento un milione e mezzo di uova di trota iridea del Michigan furono gettate dagli aerei nel lago Titicaca e ora le trote vi sono allevate intensivamente. Poco più tardi è stato introdotto dall'Argentina lo sgombro macchiato. Queste specie non native oggi costituiscono la base dell'economia regionale, ma sono dannose in quanto si nutrono di girini e piccoli pesci creando competizione nell'habitat.

### Chitidiomicosi
La chitidiomicosi, trasmessa dal Batrachochytrium dendrobatidis, diffusosi grazie all'attività umana, è una malattia che causa l'inspessimento, l'irrigidimento e il rilassamento nella pelle degli anfibi infetti, lasciandoli incapaci di respirare e di assorbire acqua ed elettroliti attraverso la pelle. Il Batrachochytrium dendrobatidis è stato trovato nel lago nel 2011 e per il momento la sua proliferazione è controllata grazie alle basse temperature e all'alto pH del lago; ciò ha prodotto un limitato numero di casi di chitidiomicosi tra la popolazione di rane del Titicaca, che però è particolarmente esposta alla malattia.

## Scoperta
Il Telmatobius culeus è stato scoperto da Garman nel 1876. Poiché la specie presenta diversi colori secondo gradiente di profondità, era stata inizialmente ipotizzata una distinzione tra due specie: T. culeus e T. marmoratus. Tutte le sottospecie presunte sono però poi state assimilate a Telmatobius culeus.

La rana del Titicaca fu resa famosa nel 1968 da Jacques Cousteau durante una spedizione subacquea sul fondo del lago. Egli stimò che il lago ne contenesse più di un miliardo.

## Conservazione

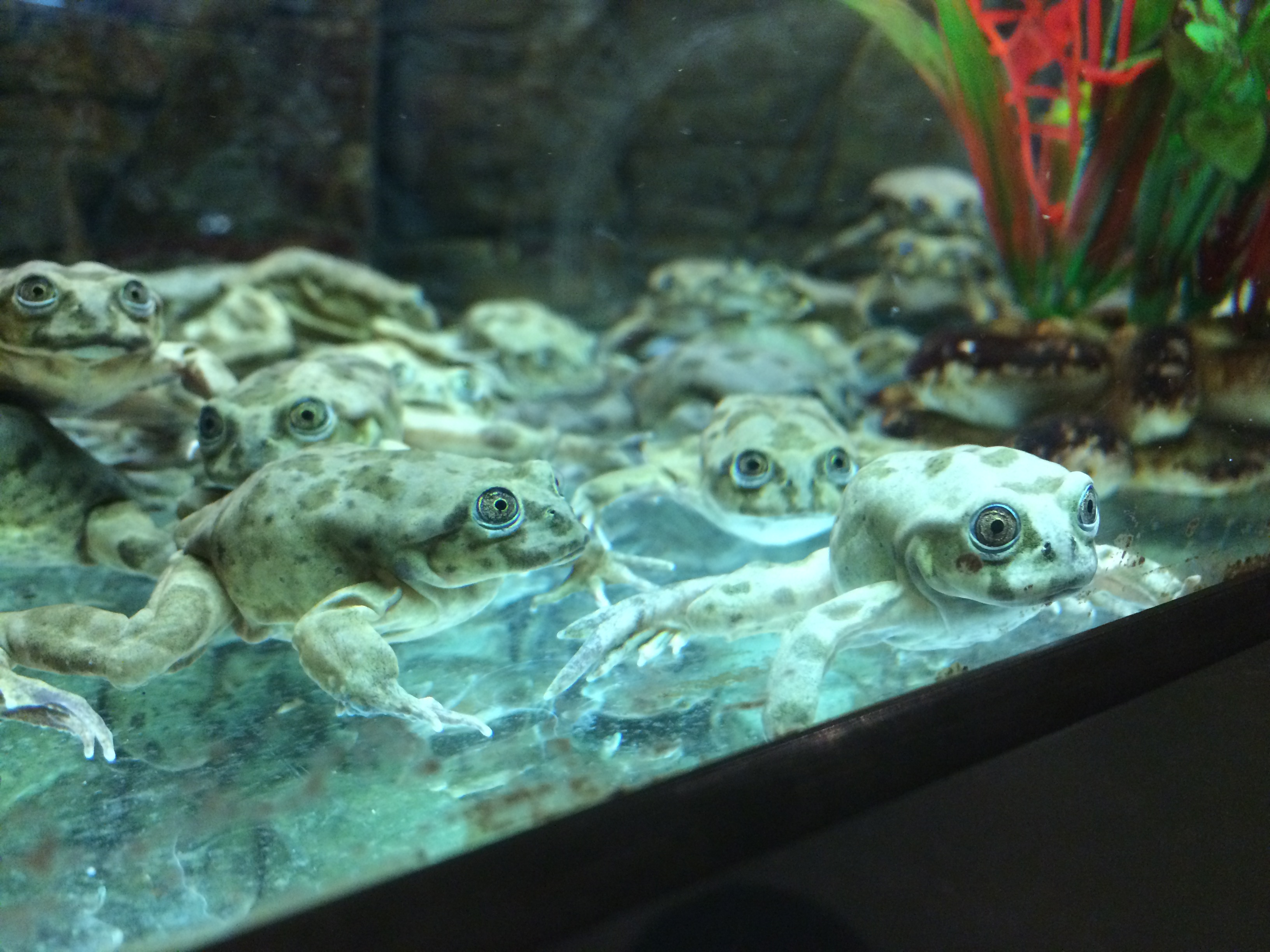
Allevamento di giovani rane del Titicaca nello zoo di Denver (agosto 2018)

A causa dei suoi adattamenti alla vita ad alta quota, il Telmatobius culeus è una specie iconica. 
Nel 2008 uno studio pilota di BirdLife International ha cercato le cause del declino della specie valutando inizialmente il numero di rane uccise e catturate. Ha poi rintracciato i principali terreni di riproduzione per sviluppare azioni mirate per la conservazione.
A seguito dello studio, è stato introdotto un programma di sensibilizzazione della popolazione locale, di monitoraggio e di allevamento delle rane del Titicaca.
Nel gennaio 2017 Pedro Pablo Kuczynski, presidente peruviano, ha annunciato la costruzione, da parte del governo, di dieci impianti per il trattamento delle acque intorno al lago Titicaca per ovviare al problema delle contaminazioni dovute ad attività minerarie, deflusso agricolo e acque reflue. 
Nel 2017 è stato promosso un progetto pilota di ecoturismo su Isla de la Luna con lo scopo di attirare snorkelisti appassionati di rane, portando profitti alla popolazione locale che può offrire alloggio, cibo e trasporti. Questa iniziativa sta lavorando anche con la comunità di Isla de la Luna per stabilire un santuario delle rane intorno all'isola.

### Allevamento in cattività
L'erpetologo boliviano Arturo Muñoz, a capo di un team internazionale di biologi, ha prelevato esemplari di rana del Titicaca dal lago allo scopo allevarli e riprodurli in cattività e, in futuro, rilasciarli nelle aree dove saranno scomparsi.
Il team ha realizzato due spedizioni:
- La prima missione, alla quale hanno partecipato biologi americani, belga e boliviani, con il sostegno delle organizzazioni Anfibian Ark e IUCN, si è svolta vicino a Isla de la Luna.
- La seconda missione si è svolta nel porto di Guaqui con esperti dell'organizzazione per la conservazione Durrel Wildlife Conservation Trust of England e i responsabili del Programma di allevamento in cattività dell'iniziativa Anfibios de Bolivia.

Gli esemplari prelevati devono attraversare un periodo di purificazione e pulizia dai microorganismi nocivi per essere poi collocati in un contenitore appositamente progettato per la riproduzione in cattività nella città di Cochabamba.